# Dębowa Góra (Wyżyna Wieluńska)
Dębowa Góra – wzgórze na Wyżynie Wieluńskiej w paśmie pagórków kłobuckich. Dębowa Góra leży 284,6 m n.p.m. i jest najwyższym wzniesieniem w Kłobucku i gminie Kłobuck.
Nazwa wzniesienia pochodzi od porastających wzgórze 140–200-letnich dębów szypułkowych. Drzewostan uzupełniony jest gatunkami jodły, świerków i buków.
Skały tworzące masyw Dębowej Góry pochodzą ze środkowej jury (doggeru), przede wszystkim z iłów rudonośnych batonu w wieku około 165 mln lat, zaś w części szczytowej z utworów keloweju reprezentowanego przez wapienie piaszczyste z soczewkami iłu glaukonitowego oraz przerostami białoszarego margla. U podnóża wzgórza występuje glina zwałowa, pokryta częściowo piaskami, żwirami i głazami lodowcowymi, pochodzącymi ze stadiału maksymalnego zlodowacenia środkowopolskiego.
W 1953 roku na wzgórzu utworzono fitocenotyczny rezerwat przyrody o nazwie Dębowa Góra. Chroni on zbiorowiska leśne, będące pozostałością pierwotnych lasów dębowo-grabowych, porastających niegdyś okolice Kłobucka.
Na wzgórzu znajduje się wieża obserwacyjna należąca do Nadleśnictwo Kłobuck, Leśnictwa Pierzchno, służąca szybkiemu wykrywaniu pożarów w okolicznych lasach.

## Galeria

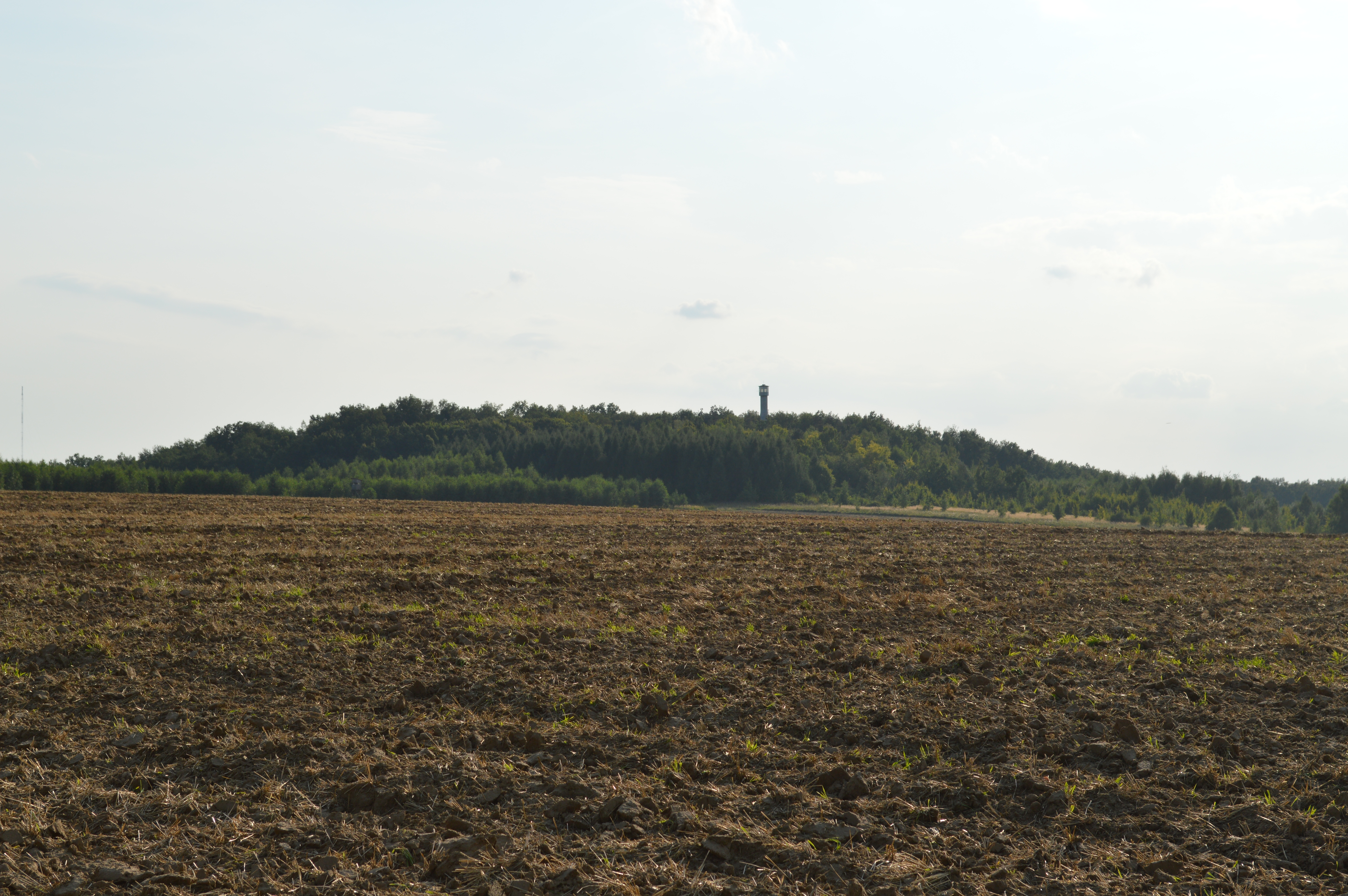
Dębowa Góra
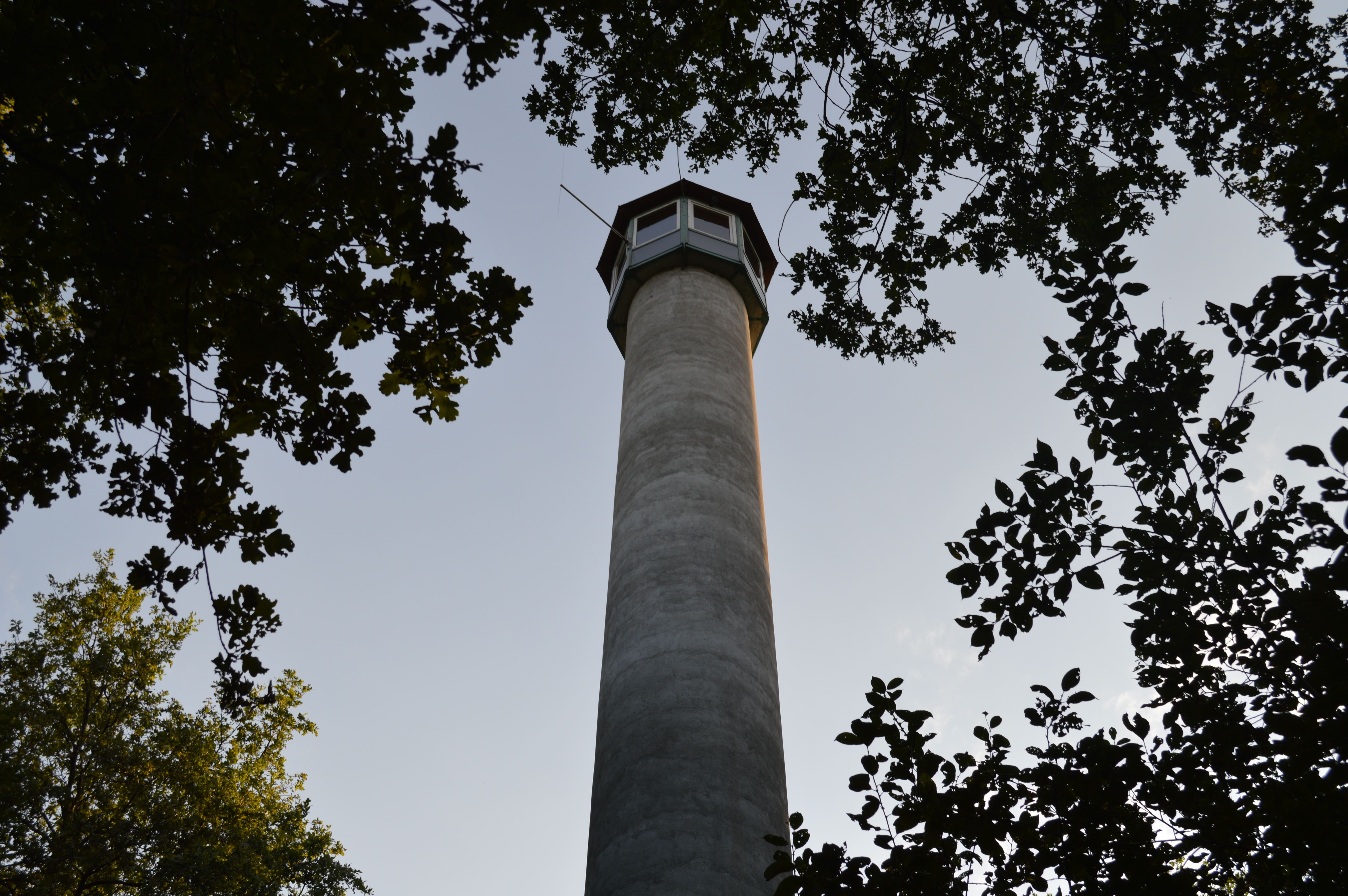
Wieża obserwacyjna
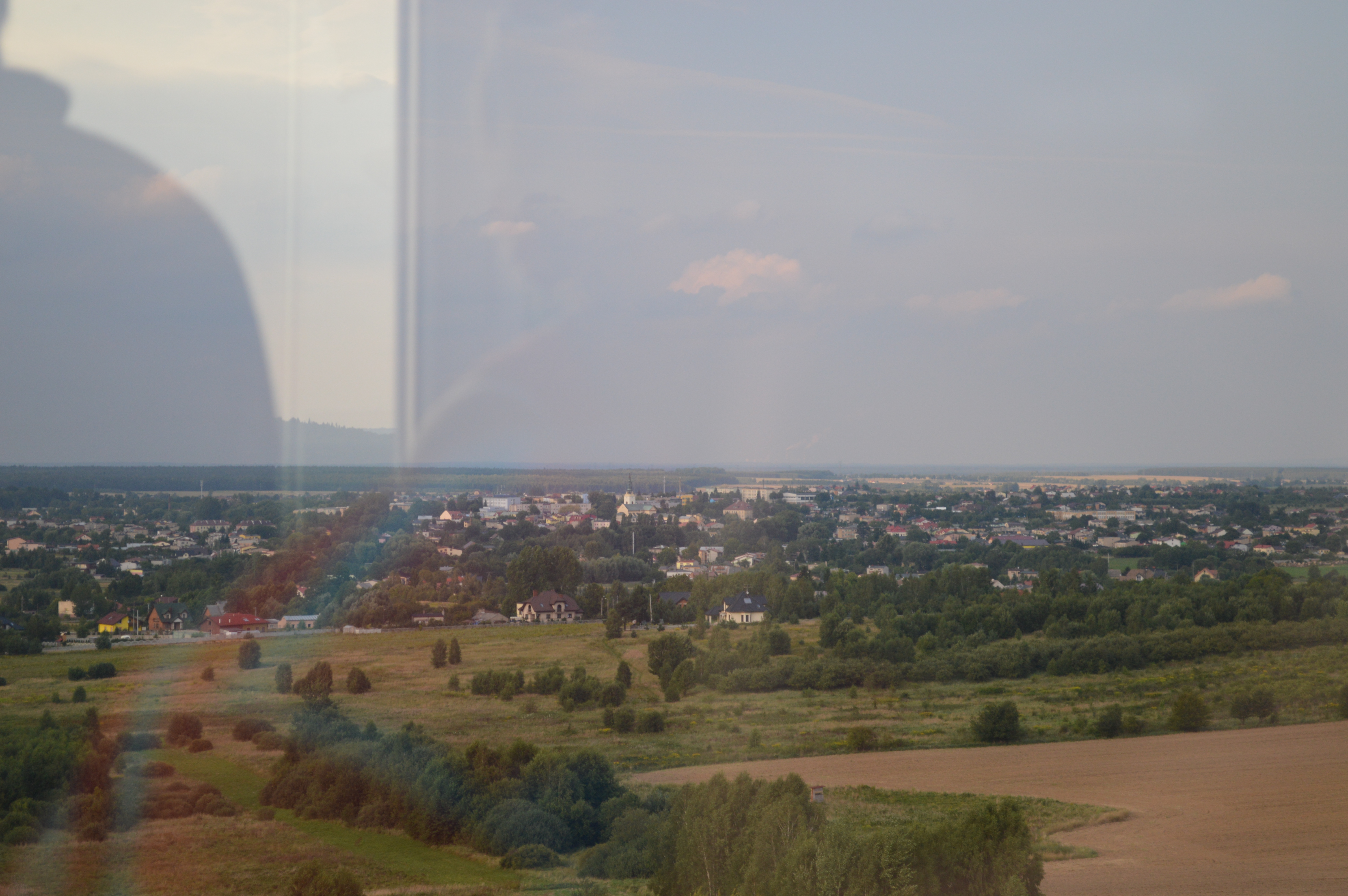
Widok z wieży na Kłobuck
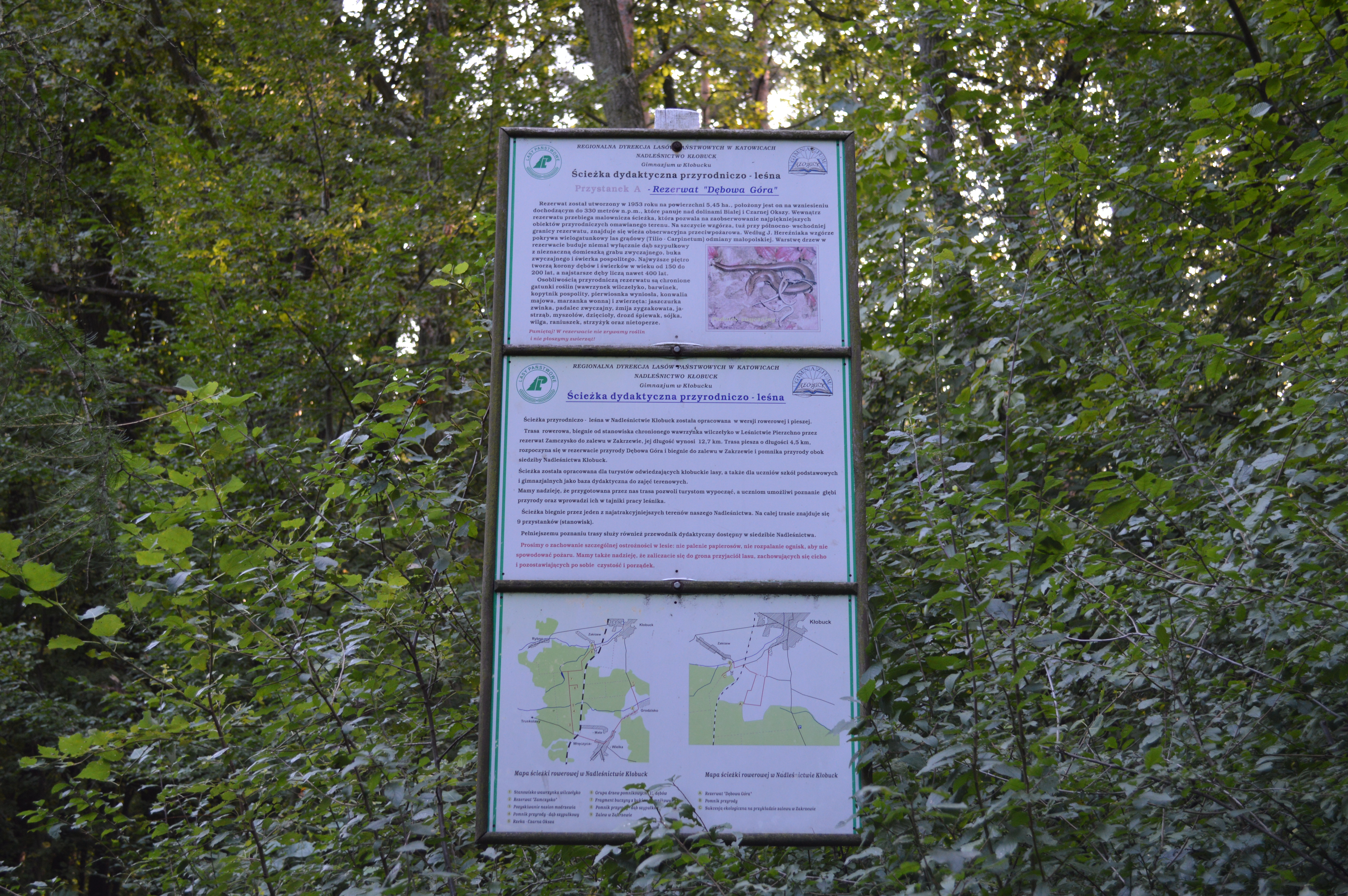
Tablica informacyjna